# Adelaide Crapsey
Adelaide Crapsey, née le 9 septembre 1878 à Brooklyn (New York) et morte le 8 octobre 1914 à Rochester, est une poétesse américaine. Elle est la fille d'Adelaide T. Crapsey et du prêtre épiscopal Algernon Sidney Crapsey. La famille déménage de New York à Rochester où elle grandit.

## Jeunesse
Adelaide Crapsey naît le 9 septembre 1878 à Brooklyn Heights à New York. Ses parents sont Algernon Sidney Crapsey (1847-1927) et Adelaide (Trowbridge) Crapsey (1855-1950). Elle est le troisième enfant de ses parents. Leur premier enfant est un fils, Philip, et leur deuxième enfant est une fille Emily. Adelaide est baptisée le 1er novembre 1878 à l'église Trinity à New York où son père est pasteur adjoint. Avant qu'Adélaïde n'ait un an, son père devient le recteur de l'église épiscopale St. Andrew à Rochester ( New York). Sa famille le suit à Rochester depuis New York sur un bateau.
À Rochester, Adélaïde fréquente les écoles publiques.

## Enseignement supérieur
Crapsey est « élevée dans un environnement libéral qui a encouragé de grandes attentes pour les femmes ».
Après avoir quitté les écoles publiques de Rochester, Adélaïde et sa sœur Emily entrent à Kemper Hall en 1893. Kemper Hall est une école préparatoire épiscopale pour femmes à Kenosha dans le Wisconsin. À Kemper Hall, elle suit les cours préparatoires du collège qui comprennent le latin et le français. Elle est rédactrice en chef du magazine de l'école et elle joue et arbitre au basketball. Elle obtient son diplôme en 1897 en tant que major de sa promotion.
Adelaide s'inscrit au Vassar College de Poughkeepsie, New York en 1897. Elle passe «quatre années très actives» à Vassar. Pendant trois ans, elle est poète de classe. Elle est la rédactrice en chef du Vassarion et dirige l'équipe de basket-ball. Elle est membre du club de débat et est élue à la fraternité d'étudiants Phi Beta Kappa. Elle joue le rôle de Lucy la femme de chambre dans la pièce The Rivals . Adelaide Crapsey partage sa chambre avec Jean Webster qui continuera à être «son meilleur ami et camarade littéraire» pour le reste de sa vie.
Deux des sœurs d'Adélaïde meurent alors qu'elle est à l'université. Ruth meurt en 1898 d'une fièvre ondulante à l'âge de onze ans. Emily, dont Adélaïde est la plus proche, meurt en 1901 d'une appendicite à l'âge de vingt-quatre ans.
Adélaïde prévoit une carrière dans l'enseignement après avoir obtenu son diplôme de Vassar en 1901. Cependant, avant de commencer à travailler, elle prend un an de congé à la fois "pour reprendre des forces" et "pour se remettre du choc" de la mort d'Emily ".
Après son année de congé, Adelaide retourne à Kemper Hall pour enseigner l'histoire et la littérature en 1903-1904. Pendant son séjour, elle  souffre de fatigue chronique, symptôme de sa tuberculose non encore diagnostiquée. Cela amène Adélaïde à quitter l'enseignement en 1904, pour étudier à la School of Classical Studies de l'American Academy in Rome. Elle subvient à ses besoins en travaillant occasionnellement comme conférencière. À Rome, elle connaît un grand "regain d'énergie et de  créativité" dans le climat italien chaud et tempéré. Elle y rencontre un homme "qui lui a rappelé sa raison de vivre", qu'elle recherche. Cependant, la gravité de la situation de son père, confronté aux interrogatoires de la commission d'enquête du diocèse de Western New York (son diocèse) et à d'éventuelles accusations d'hérésie, la fait revenir de Rome en 1905 pour soutenir ses parents.
Un après-midi, alors qu'Adélaïde et sa mère se trouvent dans le presbytère et que son père est sorti, des membres de la commission d'enquête viennent poser quelques questions à son père. Sa mère est "trop nerveuse et épuisée par les mois passés sous les yeux du public", alors Adélaïde  propose de servir le thé aux hommes. Elle "corse le thé avec du rhum", ce qui contribue probablement à leur bonne humeur lorsqu'ils partent. Le courage d'Adélaïde face à l'ennemi a peut-être inspiré son poème sur la Judith biblique :
Israël !
Réveillez-vous ! Soyez gais !
Ton ennemi est abattu -
Ton ennemi tué - par la main, par la main
D'une femme!
En 1906, le diocèse présente des accusations d'hérésie contre le père d'Adélaïde et un tribunal ecclésiastique est créé et le procès est prévu à  Batavia, New York. Le 18 avril 1906, elle se rend à Batavia avec son père et son avocat en chef. À l'issue du procès, son père est reconnu coupable d'hérésie.
Après le procès, Adélaïde reste avec sa famille pour leur apporter "son soutien, son réconfort et sa bonne humeur". Cependant, son "avenir littéraire et académique" est suspendu pendant dix-huit mois. Elle a besoin d'un emploi suffisamment proche de Rochester pour être "relativement accessible à sa famille". Elle trouve un tel emploi, en enseignant l'histoire et la littérature à l'école de Miss Low à Stamford, Connecticut. Stamford n'est qu'à un court trajet en train de New York, où se tient la cour d'appel de son père. L'appel est rejeté le 20 novembre 1906.
Adélaïde enseigné à Miss Low pendant les années académiques 1906-1907 et 1907-1908. L'appel de son père ayant été rejeté, il n'est plus ministre de l'Église épiscopale. Il lui est donné jusqu'à la fin décembre 1906 pour quitter le presbytère de Saint-André. Par conséquent, lorsqu'Adélaïde rentre chez elle pour Noël en 1906, la famille quitte la maison dans laquelle elle vit depuis vingt-sept ans pour s'installer dans une maison louée. Lorsqu'Adélaïde retourne à Stamford, d'autres événements tristes arrivent. Sa grand-mère Harriet Gunn Trowbridge, à qui elle avait rendu visite lorsqu'elle était enfant, meurt. En mai 1907, son frère aîné Philip meurt d'une malaria chronique, qu'il a contractée lors de l'invasion de Cuba pendant la guerre hispano-américaine.
Adélaïde n'est pas heureuse d'enseigner à l'école de Miss Low. L'"atmosphère était oppressante" pour elle ; ses horizons s'élargissent. Néanmoins, son enseignement est décrit comme "passionnant". Ses élèves "semblaient graviter" vers ses cours.
En 1907, le père d'Adélaïde est délégué à la Conférence internationale de la paix à La Haye, et elle l'accompagne. Pendant la Conférence, Adélaïde, qui parle couramment le français, est sollicitée comme traductrice. La Conférence se déroule en français et les journaux sont imprimés en français, une langue que peu d'américains connaissent. Les Crapseys quittent la conférence prématurément "désabusés et déçus". Après la conférence, Adélaïde et son père font une visite à pied du Pays de Galles. Le Dr Crapsey est un marcheur infatigable, mais Adélaïde souffre de fatigue. La cause de sa fatigue ne sera diagnostiquée qu'en 1911, lorsqu'on lui diagnostiquera une méningite tuberculeuse.
Après leur retour d'Europe à la fin de l'été 1907, Adélaïde et son père  rejoignent la famille dans leur "chalet d'été". Cela lui laisse un mois avant de reprendre son travail d'enseignante à l'école de Miss Low à Stamford. Adélaïde profite de ce temps pour récupérer et pour réfléchir à ses perspectives futures. Au fur et à mesure que l'année scolaire avance, elle s'affaiblit physiquement. Elle manque d'énergie pour des activités autres que celles qui lui sont demandées. La faiblesse d'Adélaïde provient probablement de la tuberculose, bien qu'elle n'ait pas encore été diagnostiquée. Elle est si faible qu'après une semaine d'enseignement, elle passe souvent ses week-ends au lit pour récupérer.
Durant l'été 1908, alors qu'Adélaïde vit avec sa famille à Rochester, elle "se met au lit sans défense". En raison de sa mauvaise santé, elle décide qu'elle doit quitter son emploi à l'école de Miss Low. La question de savoir "que va-t-elle faire ?" se pose alors. Elle a maintenant presque trente ans. Elle souhaite poursuivre ses recherches sur sa théorie de la métrique, mais elle n'est pas intéressée par l'apprentissage des théories des autres.

## Poursuite des études en Europe
Pour poursuivre ses recherches, elle retourne en Europe en décembre 1908. Elle vit à Rome, en Grande-Bretagne et en France. Elle passe les mois de février et mars 1908 à l'hôpital anglo-américain de Rome. Ses recherches sont incluses dans le livre A Study in English Metrics publié en 1918.
En 1911, une combinaison de problèmes de santé et de questions financières a forcé Adélaïde à chercher un emploi aux États-Unis. Le Smith College de Northampton, Massachusetts lui propose un poste d'enseignante de poétique. Elle l'accepte. Plus tard cette année-là, on lui diagnostique une méningite tuberculinique. C'est également en 1911 qu'elle écrit ses premiers quintils.
En juillet 1913, Adélaïde s'effondre et est admise dans une maison de retraite privée à Saranac Lake, New York. Dans la maison de retraite, à cause de sa "prostration physique", elle n'est autorisée à écrire qu'une seule lettre par jour. Néanmoins, elle réussit à écrire des lettres et des poèmes sur son état et son traitement. Elles contiennent un "humour désinvolte", peut-être pour couvrir le fait qu'elle est à la merci d'une maladie pour laquelle il n'y a pas de remède. Par exemple, elle écrit un poème qu'elle intitule "Lignes adressées à mon poumon gauche, incommodé par la vie végétale".
C'était, mon poumon, le plus étrange d'entre vous,
Un monstre que je ne peux pas pardonner,
Ainsi pour vous transformer en
Un potager.

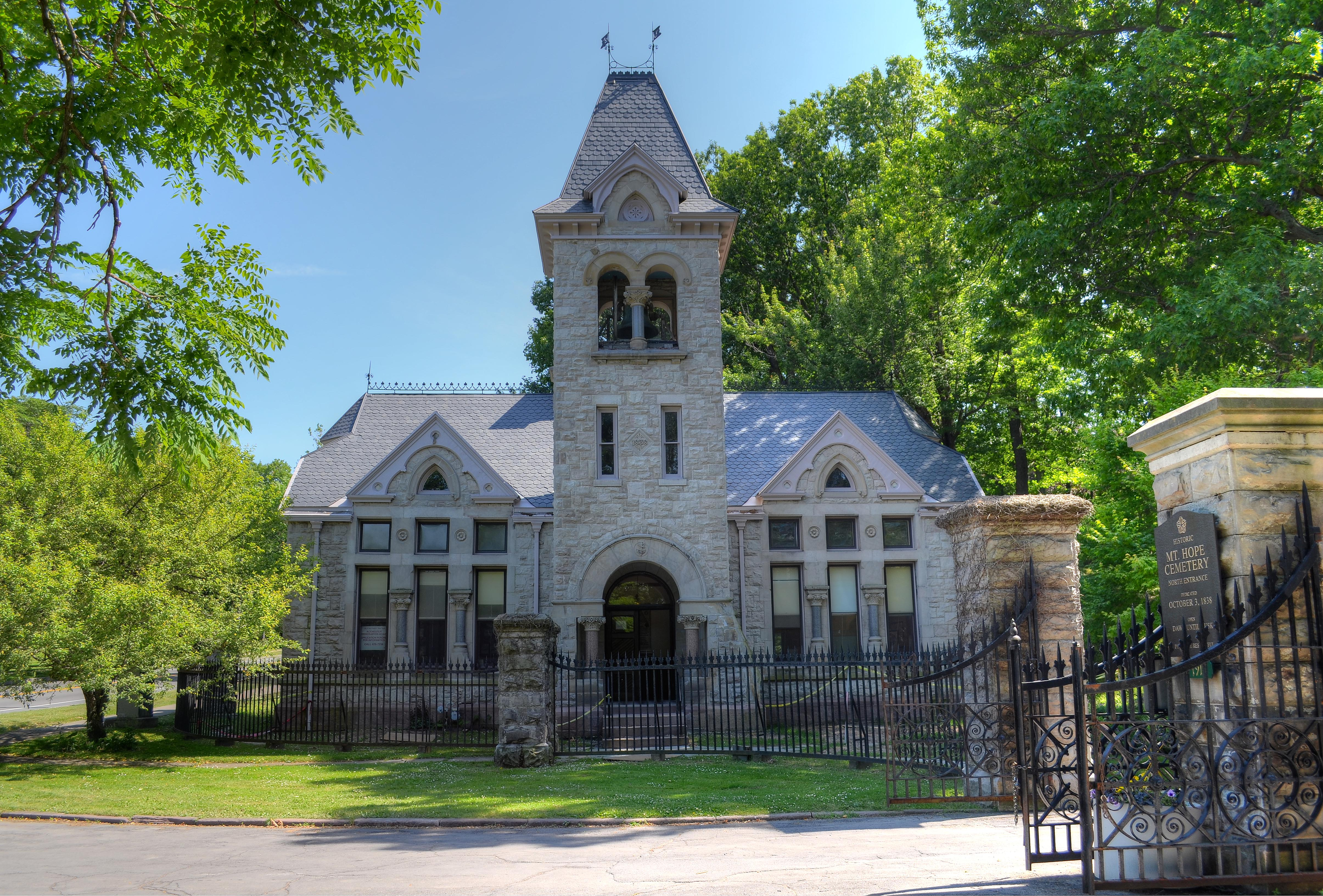
Maison de la porte du cimetière Mount Hope

En août 1914, plus malade que jamais, Adélaïde quitte la maison de retraite et retourne chez ses parents à Rochester. Elle y meurt le 8 octobre 1914 à l'âge de trente-six ans. Alors qu'elle était en train de mourir, elle "a passé le flambeau à son infirmière" en disant : "Que l'histoire que je n'ai pas pu raconter soit racontée". Elle est inhumée au cimetière Mount Hope à Rochester.

## Mort et héritage
La biographe d'Adélaïde, Karen Alkalay-Gut, a décrit sa vie comme "constamment entravée par la maladie, le chagrin et l'impécunité". L'écart entre ce qu'elle avait prévu de faire et ce qu'elle a "réellement accompli était embarrassant pour elle". La forme poétique en cinq lignes qu'elle a créée reflète sa vie. Les quatre premières lignes construisent l'"espérance" pour être suivies d'une ligne de stress comme "conclusion abrégée".
L'espoir d'Adelaide Crapsey pour son immortalité était dans ses écrits. L' envoi  de son Verse , intitulé «Le résidu immortel», se lit comme suit :
Voudrais-tu trouver mes cendres? Regardez
Dans les pages de mon livre;
Et, pendant que ta main tourne,
Sachez que voici mon urne funéraire.
Claude Bragdon était un ami de la famille Crapsey à Rochester. En plus d'être un architecte reconnu, il avait une presse. À l'aide de sa Manus Press, il a publié un livre de poèmes d'Adélaïde Crapsey intitulé Verse (Manas Press, 1915). Le livre comportait une préface de Bragdon et une préface de Jean Webster qui avait été la colocataire d'Adélaïde à Vassar et son ami de longue date. Dans son Introduction to Verse, Webster a écrit qu'Adélaïde était "par nature aussi vive et joyeuse et vivante qu'un esprit qui a toujours aimé la beauté de la vie, comme Keats et Stevenson, a travaillé avec acharnement pendant de nombreuses années contre le poids engourdissant d'une maladie rampante sans pitié".
Des éditions révisées de Verse ont été publiées en 1922 et 1934 et contiennent des travaux antérieurs non publiés. Également publiée à titre posthume en 1918, l'inachevée A Study in English Metrics, une œuvre qu'elle a commencée pendant son séjour de trois ans en Europe, et qu'elle décrit dans la note préparatoire de cette publication comme "une analyse laborieuse dictée par un sens aigu de la beauté des vers par une expérience esthétique d'une intensité inhabituelle".
Les cendres de Crapsey ont été enterrées dans la parcelle de la famille Crapsey au cimetière de Mount Hope. John Rothwell Slater (1872-1965), président du département d'anglais de l' Université de Rochester, a écrit ces "Lignes pour la tombe d'Adelaide Crapsey à Mount Hope" :
Ici elle se repose
Qui ne s'est jamais reposé,
Attend le temps
Cela n'est jamais venu.
Ici elle parle
Pour tous les silencieux;
Ses cendres,
Leur flamme.
Ici se trouve la beauté
Toujours inconnu
Ici les jeunes
Ne vieillit jamais.
Le poète Carl Sandburg est en partie responsable de l'intérêt continu pour les quintins et de la volonté de garder Crapsey dans l'obscurité grâce à son poème "Adelaide Crapsey".
Le neveu d'Adelaide Crapsey, Arthur H. Crapsey, est devenu un designer industriel influent dans les années qui ont suivi la Seconde Guerre mondiale, et est connu pour une série de designs d'appareils photo emblématiques pour Eastman Kodak .
Les documents d'Adelaide Crapsey se trouvent dans les archives de la bibliothèque de l'université de Rochester.

## Influence poétique
Dans les années précédant immédiatement sa mort, elle a écrit une grande partie des vers sur lesquels repose sa réputation. Son intérêt pour le rythme et la métrique l'a amenée à créer une variation unique sur le cinquain (ou quintil), une forme à 5 lignes de 22 syllabes influencées par le haïku et le tanka japonais.
Marianne Moore a déclaré à propos de son style poétique : « L'apparence de Crapsey et la délicatesse de ses pas, sa pâleur et sa couleur étaient impressionnantes ».

## Œuvres

### Poésie
- A study in English metrics, A.A. Knopf, 1918 (lire en ligne) :« Adelaide Crapsey. »
- Verse, A. A. Knopf, 1922 (lire en ligne) :« Adelaide Crapsey. »
- Sutton Smith, Susan:The complete poems and collected letters of Adelaide Crapsey State University of New York Press, Albany 1977  (ISBN 0-87395-342-8)

The text of Verse is available on Project Gutenberg.

### Anthologies
- Marjorie Barrows (dir.), Adelaide Crapsey, Emily Dickinson, Louise Imogen Guiney, Ella Higginson, Sarah Orne Jewett, Emma Lazarus, Agnes Lee, Katherine Mansfield, Lizette Woodworth Reese et Harriet Beecher Stowe, One Thousand Beautiful Things, Peoples Book Club, 1947 (lire en ligne )

American Poetry, The Twentieth Century, Volume One, The Library of America, 2000.

### Nouvelles
- « A girl to love », The Vassar Miscellany, Vassar College, vol. 27, no 2,‎ 1897
- « The knowledge he gained », The Vassar Miscellany, Vassar College,‎ 1898

### Chansons
- George Antheil, Five Songs, 1919–1920, for Soprano and Piano: After Adelaide Crapsey, Cos Cob Press, 1934 (reprint Publisher Boosey & Hawkes, 1986)
- Hugo Weisgall, Four Songs, op. 1, for High or Medium Voice and Piano, Maxwell Weaner, 1940 (reprint publisher Theodore Presser)
- Ben Weber, Five Songs, op. 15, for Soprano and Piano (1941), American Composers Alliance, 1957
- Harrison Kerr, Six Songs to Poems by Adelaide Crapsey, Edward B. Marks Music Corporation, 1952
- William Alexander, Cinquains: For Soprano Voice, Clarinet, Cello, and Piano : (1980), 1986
- Paul Moravec, Evensong: Song Cycle for Tenor and Piano, 1992